# Swords
 Swords (en irlandés: Sord Cholm Cille) es una ciudad suburbana predominantemente de clase media, cerca de la periferia de la ciudad de Dublín, República de Irlanda. 
La ciudad ha visto un crecimiento sin precedente en los últimos 15 años, y tiene un futuro crecimiento proyectado más alto para los próximos 20 años que cualquier ciudad en la Región de Dublín, en el censo de 2006 la población era de 37.806. En 1994 Swords llegó a ser capital del condado nuevamente establecido entonces como Fingal, y en 2001 se convirtió en el centro administrativo. 
Swords es un establecimiento antiguo que data de 560, siendo fundado cerca San Colmcille (521-567). La leyenda cuenta que el santo bendijo a la localidad, dando a la ciudad su significado conocido de Sord “claro” o “puro”. Sin embargo, un Sord también significa “la fuente de agua” y podría indicar un pozo comunal grande que existió en antigüedad. El castillo de Swords está experimentando una reconstrucción significativa y se convertirá en un centro del ocio y de la atracción del turista. Swords también tiene una de las escenas más grandes de la vida de la noche en el lado del norte de Dublín, la ciudad tienen sobre una docena de bares tales como The Old Boro, The Harp y Wrights. También tiene una gran colección de restaurantes tales como Trentunos, The Pink Elephant y The Old School House Which que es uno de los restaurantes más nombrados de Irlanda y ha ganado muchas concesiones.